# Into the Wild (soundtrack)
De soundtrack van de film Into the Wild werd geproduceerd door Eddie Vedder, de zanger van Pearl Jam. Het album is in 2007 in Seattle opgenomen en op 18 september 2007 uitgegeven. Het is het eerste solo-album van Vedder. Hard Sun op het album werd uitgebracht op single.

## Achtergrond
Regisseur Sean Penn zorgde er persoonlijk voor dat Vedder de soundtrack van de film produceerde. Eerder had Vedder met twee nummers al bijgedragen aan de soundtrack van de film Dead Man Walking en de film I Am Sam. Voor de film I Am Sam nam Vedder een cover op van het Beatles-nummer You've Got to Hide Your Love Away. In beide films speelt Sean Penn mee.
De soundtrack van Into the Wild kwam in de Billboard 200 binnen op nr. 11 en verkocht 39.000 exemplaren in de eerste week. Hard Sun is een cover van Gordon Peterson, die het het opnam onder de naam Indio op het album Big Harvest. Vedder kreeg hierbij vocale ondersteuning van Corin Tucker. Society is een nummer van Jerry Hannan.
Vedder ondersteunde de soundtrack met zijn eerste solo-tour die in april 2008 begon. De tien concerten in april vielen onder de "April Fools Tour" met focus op het westen van de Verenigde Staten. Het tweede gedeelte van de tour begon in augustus 2008 in Boston en bestond uit veertien concerten.

## Opnames
De nummers voor de soundtrack werden in 2007 opgenomen in Studio X in Seattle. Vedder werkte hieraan samen met producer Adam Kasper, die eerder had bijgedragen aan de Pearl Jamalbums Riot Act en Pearl Jam. Het album werd gemixt door Kasper en Vedder.
Nadat Vedder een ruwe versie van Into the Wild had gezien begon hij meteen de volgende dag met het schrijven van nummers. Na drie dagen gaf Vedder aan Penn het eerste materiaal, wat Penn begon te gebruiken terwijl Vedder verder werkte. Vedder gaf aan dat Penn hem "veel vrijheid gaf", en dat "vertrouwen" het belangrijkste was, wat "niet expliciet werd uitgesproken". Vedder zei verder dat het schrijven van nummers op basis van een verhaal "zaken simpeler maakte" omdat er "...minder keuzes waren. Het verhaal was daar en de scènes ook".

## Tracklist
1. "Setting Forth" - 1:37
2. "No Ceiling" - 1:34
3. "Far Behind" - 2:15
4. "Rise" - 2:36
5. "Long Nights" - 2:31
6. "Tuolumne" - 1:00
7. "Hard Sun" - 5:22
8. "Society" - 3:56
9. "The Wolf" - 1:32
10. "End of the Road" - 3:19
11. "Guaranteed" - 7:22
12. "No More" - 3:38
13. "Photographs" - 1:00
14. "Here's to the State (live)" - 5:52
15. "No More (live)" - 4:32

12 t/m 16 zijn iTunes bonus tracks.

## Hitnoteringen

### NPO Klassiek Filmmuziek Top 200
| Into the Wild in de NPO Klassiek Filmmuziek Top 200 | Into the Wild in de NPO Klassiek Filmmuziek Top 200 | Into the Wild in de NPO Klassiek Filmmuziek Top 200 | Into the Wild in de NPO Klassiek Filmmuziek Top 200 |
| Jaar                                                | 2023                                                | 2024                                                | 2025                                                |
| --------------------------------------------------- | --------------------------------------------------- | --------------------------------------------------- | --------------------------------------------------- |
| Positie                                             | 50                                                  | 48                                                  | 60                                                  |